# Crispin Musosha
Crispin Musosha (* 1948) ist Politiker in Sambia.
Crispin Musosha sitzt für den Wahlkreis Mansa-Zentral in der Nationalversammlung Sambias. Im Oktober 2006 wurde er zum stellvertretenden Innenminister ernannt. Zu seinen Schwerpunkten gehören offenbar die Bekämpfung der Karavinas (angolanische Killer) in der Westprovinz und das Einsammeln der Waffen dort, nachdem eine Amnestie ausgesprochen wurde.